# Corchorus hamatus
Corchorus hamatus är en malvaväxtart som beskrevs av John Gilbert Baker. Corchorus hamatus ingår i släktet Corchorus och familjen malvaväxter. Inga underarter finns listade i Catalogue of Life.